# 基霍尔纳
基霍尔纳，是西班牙马德里自治区的一个市镇，距离马德里39公里。总面积26平方公里，总人口3190人（2013年），人口密度124人/平方公里。